# SN 2007je
SN 2007je – supernowa typu Ia odkryta 12 września 2007 roku w galaktyce A021147-0054. W momencie odkrycia miała maksymalną jasność 21,20m.